# Gabriela Wiener
Gabriela Wiener (Lima, 1975) é uma escritora peruana, cronista, poeta e jornalista, que vive na Espanha desde 2003. Faz parte do grupo de novos cronistas latino-americanos. Filha do destacado analista político e jornalista peruano  Raúl Wiener e da trabalhadora social Elsi Bravo.
Estudou linguística e literatura na Universidade Católica de Lima, e uma licenciatura em cultura histórica e comunicações na Universidade de Barcelona, onde viveu de 2003 a 2011. Desde esse ano vive em Madri.
Trabalhou no diário El Comércio. Foi membra do conselho de redação da revista Lateral. Também foi redatora chefe da revista espanhola Primera Línea e da edição espanhola da revista Marie Claire. Sua escola como cronista foi a revista peruana Etiqueta Negra.
Tem escrito para Corriere della Sera, Words Witohout Borders, The White Review, Virginia Quaterly Review, Orsai, Esquire, Revue XXI, Clarin, El Universal, El Mercurio, La Vanguardia, entre outros.
Colabora com diversos meios de comunicação. Atualmente é colunista do diário peruano A República, é correspondente da revista Etiqueta Negra e colaboradora frequente do El País, nas páginas do El País Semanal e Tentaciones. Assim mesmo, realiza entrevistas para La República e La Mula. E escreve sendas colunas em Primera Línea e Cosas Hombre.
É autora dos livros  "Llamada perdida", "Sexografías", "Nueve Lunas", "Mozart, la iguana con priapismo y otras historias" e de "Ejercicios para el endurecimiento del espíritu", este último de poemas.
Seus textos têm aparecido em diversas antologías, como Selecção Peruana 2015 (Estruendomudo), “Melhor que ficção. Crônicas exemplares”, (Anagrama), Solo cuento (UNAM), Antología de la  Crónica latinoamericana Actual. (Alfaguara), Novísima relación (IFC), Matar en Barcelona (Alpha Decay),  Mujeres que viajan solas( El Mercurio). Suas crônicas já foram traduzidas para o inglês, italiano e francês. 
Como parte de seu trabalho literário, realizou duas preformaces junto ao seu parceiro, Jaime Rodríguez Z, "Dímelo delante de ella" e "1986", sobre as fronteiras entre o público e o privado e a memória íntima.

## Obra

### Sexografías
Livro entre o jornalismo narrativo e as memórias sexuais, publicado por Melusina em Barcelona, em 2008. No Peru foi editado por Planeta.. Foi traduzido ao italiano pela La Nuova Frontiera, com o título Corpo a Corpo. Foi reeditado em 2015 por Seix Barral, na Colômbia e Peru.

### Nove luas
Livro sobre sua gravidez, publicado por Random House-Mondadori em Barcelona, em 2010. No Peru foi editado por Planeta. Na Argentina foi editado por Marea. O livro foi reeditado por Seix Barral, na Colômbia e Peru.

### Ejercicios para el endurecimiento del espíritu
Poemario publicado pela editorial cordobesa La Bella Varsovia.

## Família
É casada com o poeta e jornalista Jaime Rodríguez Z. e com a música e ativista Rocío Bardají. Tem uma filha chamada Lena, nascida em Barcelona em 2006. Suas irmãs são Elisa Wiener Bravo e Alejandra Wiener Buob.

## Twitter
@gabrielawiener